# جزيرة ريفيلاغيغيدو
جزيرة ريفيلاغيغيدو (بالإنجليزية: Revillagigedo)‏ وتعرف محلياً أيضاً باسم ريفيلا. هي جزيرة في أرخبيل ألكسندر في جنوب شرق ألاسكا. 
تبلغ مساحتها 2754 كم مربع.
وهي ثاني عشر أكبر جزيرة في الولايات المتحدة الأمريكية، ورقم 167 في العالم.